# Нельжичи
Нельжичи — деревня Почепского района Брянской области, Московского сельского поселения, в 22 км к юго-западу от Почепа, у шоссе Брянск-Гомель. 

## История
Известна со второй половины XVII века; до 1781 входила в состав Бакланской сотни Стародубского полка (ратушное владение, с 1760 — Разумовских).
В 1782-1797 относилась к Погарскому уезду.
С начала XIX века до 1918 в Мглинском уезде (с 1861 — в составе Котляковской волости).
В 1918-1929 в Почепском уезде (Котляковская, с 1924 Старосельская волость), с 1929 в Почепском районе. 
В середине XX века — одноименный колхоз. С 1920-х годов до 1959 в Стриговском сельсовете; в 1959—1997 в Тубольском сельсовете. Максимальное число жителей 530 человек (1892).